# Yevguéniya Medvédeva (esquiadora)
Yevguéniya Vladímirovna Medvédeva (en ruso: Евгения Владимировна Медведева; Kondopoga, URSS, 4 de julio de 1976) es una deportista rusa que compitió en esquí de fondo.
Participó en dos Juegos Olímpicos de Invierno, obteniendo dos medallas en Turín 2006, oro en la prueba de relevo (junto con Natalia Baranova-Masalkina, Larisa Kurkina y Yuliya Chepalova) y bronce en los 15 km, y el séptimo lugar en Vancouver 2010, en los 10 km y en el relevo.
Ganó dos medallas de plata en el Campeonato Mundial de Esquí Nórdico, en los años 2005 y 2009.

## Palmarés internacional
| Juegos Olímpicos   | Juegos Olímpicos          | Juegos Olímpicos  | Juegos Olímpicos |
| Año                | Lugar                     | Medalla           | Prueba           |
| ------------------ | ------------------------- | ----------------- | ---------------- |
| 2006               | Turín (Italia)            | Medalla de oro    | Relevo 4 × 5 km  |
| 2006               | Turín (Italia)            | Medalla de bronce | 15 km            |
| Campeonato Mundial |                           |                   |                  |
| Año                | Lugar                     | Medalla           | Prueba           |
| 2005               | Oberstdorf (Alemania)     | Medalla de plata  | Relevo 4 × 5 km  |
| 2009               | Liberec (República Checa) | Medalla de plata  | 30 km            |